# Filibert van Savoye
Filibert Lodewijk Maximiliaan Emanuel Maria van Savoye, (Turijn, 10 maart 1895 - Lausanne, 7 september 1990), was een Italiaanse prins uit het huis Savoye en de vierde hertog van Genua.
Hij was de tweede zoon van Thomas, 2e hertog van Genua, en Isabella Marie Elizabeth van Beieren. Op 22 september 1904 kreeg hij de titel hertog van Pistoia. 
Filibert maakte carrière in de Koninklijke Italiaanse Landmacht. Hij was een aanhanger van Benito Mussolini en vocht in de Tweede Italiaans-Ethiopische Oorlog, waar hij het commando voerde over de Zwarthemden van de 23ste mars-divisie. Na de Tweede Wereldoorlog werd de Italiaanse monarchie definitief afgeschaft en Filibert vestigde zich in Zwitserland. 
Hij was sinds 1928 getrouwd met prinses Lydia van Arenberg. Het paar had geen kinderen. Na de dood van zijn broer Ferdinand in 1963, volgde Filibert hem op als hertog van Genua.